# ソ・テジ
ソ・テジ（1972年2月21日 - ）は韓国の歌手、シンガーソングライター、ミュージシャン。本名はチョン・ヒョンチョル（정현철）。

## 概要
「文化大統領」の異名をとり、金大中をして「社会的な意味を持った音楽家」と評価されるほど、単に音楽のみならず90年代以降の韓国社会に大きな影響を与えた人物である。
多数の大衆音楽評論家たちからKポップ（アイドルダンス）音楽の始まりとして評価されるミュージシャンである。2000年代ソロ以来、バンドの生活をしているが、全盛期だった90年代ソテジワアイドゥル活動時、ヒップホップ、ポップ、ロック、ダンスなどを絶妙に調和させた音楽と、これに熱狂した当時10～20代青少年を文化主流に浮上させたという点で現代K-popアイドルモデルの原流を作り出したと評価されている。
ちなみに韓国でこのモデルを初めて事業的に持続させたのが李秀満が設立したSMエンタテインメントである。ソテジワアイドゥルに刺激され、1996年に出したK-pop第1世代アイドルグループがまさにH.O.T.である。
ソテジワアイドゥルのメンバーだったヤン・ヒョンソクがYGエンターテインメントを設立し作詞、作曲、プロデュースにファッション感覚まで誇っていたソ・テジをロールモデルにBIGBANGのリーダーG-DRAGONを教育したことで有名である。

## ソテジワアイドゥルメンバーとしての活動
高校を中退後、1989年 ロックバンド、シナウィのベーシストとして活動した後、1992年 イジュノ、ヤン・ヒョンソクと共に3人組ダンスグループ、ソテジワアイドゥルのリーダーとして芸能界に本格的にデビューし、4年間の活動で4枚の正規アルバム等をリリースした。1996年1月、カリスマ的地位を確立し人気絶頂であったが、創作の苦しみを理由として突然グループの解体と引退を宣言しアメリカへ旅立った。

## ソロとしての活動
復帰はないとしていたが、電撃的にソロとして復帰。1998年7月、5枚目のアルバム「Take Two」を発表し、150万枚以上の売り上げを記録した。しかし、自身はアメリカに留まりプロモーション活動は一切行わなかった。
1998年8月発売のヤン・ヒョンソクソロデビューアルバム「悪魔の煙」収録曲「アムド・アンニド」にて、作曲を担当。
2000年 9月、6枚目のアルバム「Ultramania(울트라맨이야)」と発表と同時に韓国に帰国、全国ツアーや韓国では初となるロックフェスティバル「ETP Fest」の開催などの活動を行った。また、日本でサマーソニックへの出演やミニアルバムの発表を行っている。その後生活拠点を日本に移し、多くの日本のミュージシャンと交流を持った。
2004年1月、7枚目のアルバム「ISSUE」を発表し全国ツアー「zero tour」、第3回となる「ETP Fest」を終えた後、8月に韓国を出国、新しいアルバムの制作に取り組むことがアナウンスされている。
なお、アルバムに関してソテジワアイドゥル時代から通算して数える公式の方針に従った。
(朝鮮語版2004年8月22日版より一部訳、訂正、一部加筆)
2007年12月にソロ15周年の記念に過去作のリマスターを含むCDボックスをリリース。また、2008年中に新作を発売すると発表した。
2008年5月29日には、同8月15日に蚕室総合運動場野球場で第4回「ETP Fest」を開催する旨、公式サイトにおいて正式発表した。
7月には同月29日に初のシングルをリリースすることを発表。
また、2008年中に2枚目のシングル、8枚目のアルバムを発売することも発表した。
2011年、女優イ・ジアとの離婚訴訟が発覚。独身だと思われていたが極秘に結婚していたことが分かった。その後離婚が成立し、2013年、16歳年下の女優イ・ウンソンと再婚した。
2014年、5年ぶりとなるオリジナルアルバム「Quiet Night」をリリース。同アルバムにはIUに提供した楽曲「昭格洞(ソギョクドン)」のソ・テジバージョンを収録。
2017年、デビュー25周年を記念して、BTS、ユンナ等8組の韓国アーティストとのコラボによるリメイクアルバム「TIME:TRAVELER SEOTAIJI 25」をリリース。同年9月、デビュー25周年記念コンサートにてBTSをゲストに迎え、ソテジワアイドゥル時代の曲を合同で披露した。
2024年、SMエンターテインメントとYouTubeの共同企画「SM リマスタリングプロジェクト」の一環として、「時代遺憾」がaespaによりリメイクされリリースされた。これに合わせ、自身も「時代遺憾」のリマスターバージョンをYouTube上で公開した。

## 人物
- XのメンバーであったTAIJIから由来するという説が流布しているが、これは根拠がなく、本人も否定している。公式には「特に意味はない」とアナウンスされている。
- 「ソテジ」には公式に定められた漢字は存在していない。しかし、中国語圏では便宜的に「徐太志」という当て字が用いられているようである。
- 母方のはとこにロックミュージシャンのシン・ヘチョルがいる[7]。

## ディスコグラフィー

### オリジナルアルバム

#### ソテジワアイドゥル時代
- 1集僕は知っている(난 알아요)（1992年）
- 2集何如歌(하여가)（1993年）
  - 以上2枚のアルバムから選曲したベストアルバムが日本版として発売されている
- 3集渤海を夢見て(발해를 꿈꾸며)（1994年）
  - 唯一国内版が発売されている
- 4集Come Back Home（1995年）

#### ソロ
- 5集Seo Tai Ji（1998年）
- 6集Ultramania(울트라맨이야)（2000年）
  - シングルFeel the Soulが日本版として発売されている
- 7集Issue（2004年）
- 8集シングルSeotaiji 8th Atomos Part Moai（2008年）
- 8集シングル2Seotaiji 8th Atomos Part Secret（2009年）
- 8集Seotaiji 8th Atomos（2009年）
- 9集Quiet Night（2014年）

### 企画アルバム

#### ソテジワアイドゥル時代
- TAIJI BOYS LIVE & TECHNO MIX(1992年)
- '93 最後の祝祭('93 우리들만의 축제)(1994年)(Liveアルバム)
- '95 TAIJIBOYS CONCERT '95 別の空が開かれて('95 TAIJIBOYS CONCERT '95 또다른 하늘이 열리고)(1995年)
- Goodbye Best Album（1996年）
- 時代遺憾(시대유감)(1996年)(シングル)
  - アルバム「Come Back Home」に収録された「時代遺憾」はインストゥルメンタルであるが、こちらはヴォーカルが入っている。

#### ソロ
- テジの話 SEOTAIJI BAND LIVE ALBUM 2000/2001)(2001年)
- 6th album re-recording and etpfest live(2002年)
- Seotaiji Live Tour Zero 04(2004年)
- 15TH ANNIVERSARY LIMITED EDITION(2007年)(8CD + 2DVD)
- THE GREAT 2008 SEOTAIJI SYMPHONY & TOLGA KASHIF WITH ROYAL PHILHAMONY(2009年)
- Seotaiji Band Live Tour : The Möbius(2009年)
- 2014-2015 Seotaiji Band Concert Tour 'Quiet Night'(2015年)
- TIME:TRAVELER SEOTAIJI 25(2017年)